# مؤتمر طرابلس 1962
مؤتمر طرابلس 1962. انعقد في جوان 1962 لرسم سياسية ما بعد الحرب في الجزائر.
انعقد هذا المؤتمر بمدينة طرابلس بليبيا في الفترة الممتدة بين 27 ماي إلى 04 جوان 1962 حضرته قيادات الثورة السياسية والعسكرية كأعضاء الحكومة المؤقتة وعلى رأسهم بن يوسف بن خدة والقيادة العامة لأركان الحرب وعلى رأسهم العقيد هواري بومدين وقادت الولايات وبعض المسؤولين الذين أفرج عنهم بعد توقيع اتفاقية ايفيان الثانية، وخلال هذا المؤتمر تم تحديد المعالم الكبرى للدولة الجزائرية في نظامها السياسي والاقتصادي والاجتماعي والثقافي ومن بين ما جاء فيه ما يلي:
- الاختيارات السياسية:

1. تشييد دولة جزائرية عصرية على أسس ديمقراطية.
2. إقرار نظام الحزب الواحد في البلاد.
3. العمل على تجسيد الوحدة المغاربية.
4. العمل على إنشاء وحدة عربية إسلامية.
5. السعي من اجل تكوين وحدة إفريقية.
6. الدعم الفعال للسلم والتعاون الدولي.
7. محاربة الاستعمار و الإمبريالية.
8. دعم الحركات التحررية في العالم.

- الاختيارات الاقتصادية:

1. تبني النظام الاشتراكي كوسيلة للتنمية الشاملة في البلاد.
2. محاربة الاحتكارات والإقطاعية.
3. مراجعة العلاقات الاقتصادية مع الخارج.
4. بناء اقتصاد وطني متين.
5. إقرار إصلاح زراعي ( الثورة الزراعية).
6. تأميم البنوك والتجارة الخارجية.
7. تأميم الثروات الطبيعية.
8. تطوير المنشات القاعدية الصناعية.

- الاختيارات الاجتماعية والثقافية:

1. رفع مستوى معيشة السكان.
2. تطوير الحياة في الريف.
3. توفير الخدمات الاجتماعية وتحسينها.
4. محو الأمية وتطوير الثقافة في المجتمع.
5. إقرار إجبارية التعليم ومجانيته.
6. مجانية الطب.
7. توفير السكن والعمل لكل مواطن.

## روابط خارجية
- علي هارون يعود إلى أزمة مؤتمر طرابلس 1962: «المكتب السياسي لجبهة التحرير الوطني جاء بعد سفك دماء ألف جزائري» (جزايرس)